# Museo Lázaro Galdiano

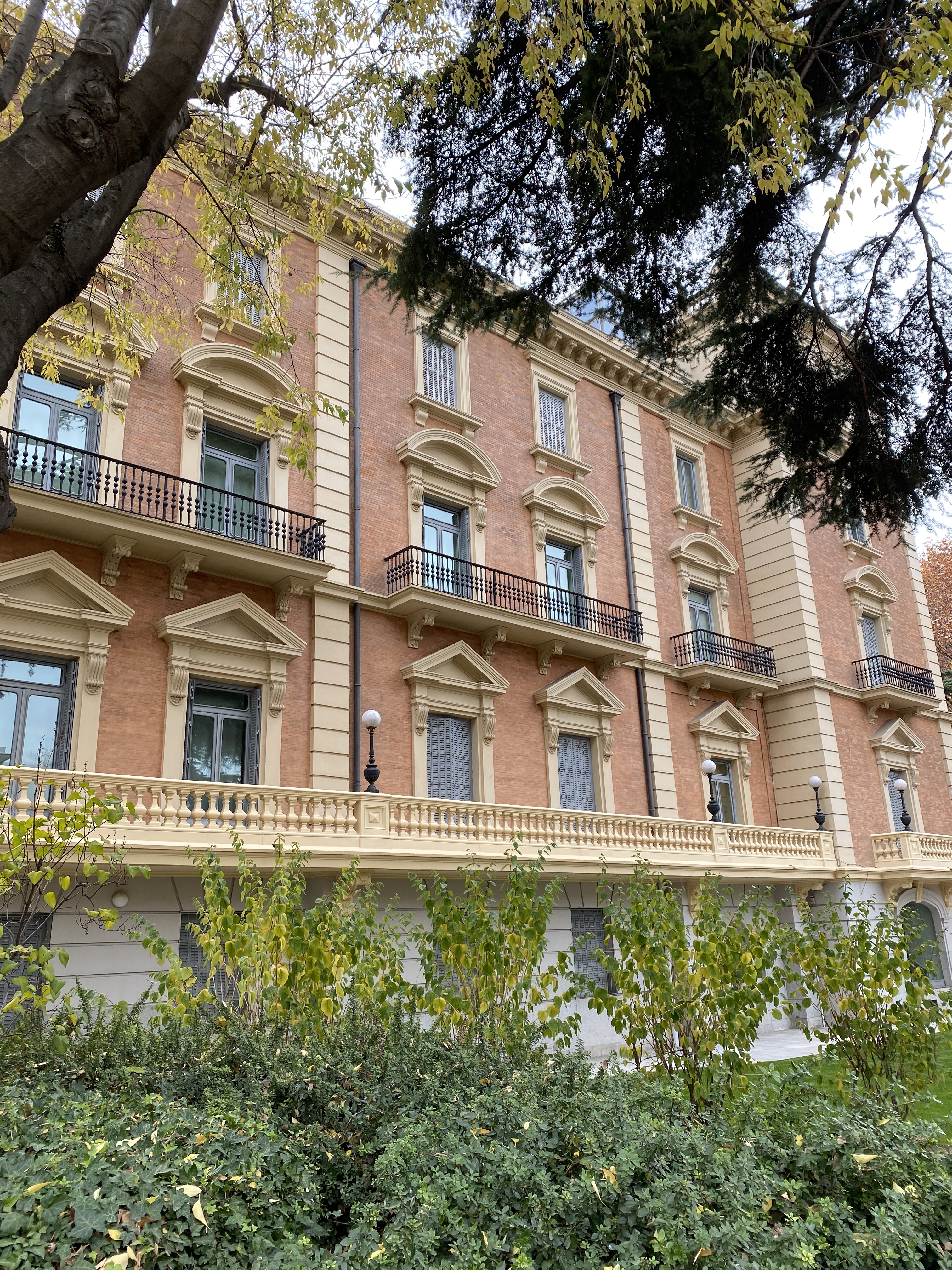
Vista lateral del edificio del Museo Lázaro Galdiano.

El Museo Lázaro Galdiano, en Madrid (España), es un museo estatal de origen privado, que alberga una amplia y heterogénea colección, formada con interés enciclopédico hacia todas las artes y técnicas. Este excepcional conjunto, constituido por más de 12 600 piezas, fue reunido por el coleccionista y editor José Lázaro Galdiano, quien al morir en 1947 lo legó al Estado español junto con su residencia madrileña, la sede de su editorial La España Moderna y una biblioteca de 20 000 volúmenes.
Tras crearse la Fundación Lázaro Galdiano y adaptarse como museo la antigua residencia del donante (Parque Florido, en el barrio de Salamanca de Madrid), la colección se presentó al público el 27 de enero de 1951. Desde entonces su prestigio entre los entendidos se ha extendido ampliamente, y sus fondos se consideran indispensables para estudiar muchos aspectos de la historia del arte, por lo que participan en exposiciones tanto españolas como internacionales.
Entre sus obras de arte más valiosas destaca el conjunto de pinturas, dibujos y grabados de Goya, con piezas mundialmente conocidas como El aquelarre o Las brujas, encargadas por los duques de Osuna (1797-1798). También hay que citar ejemplos relevantes de El Bosco, Lucas Cranach el Viejo, El Greco, Murillo, Zurbarán, Claudio Coello, Luis Paret o Federico de Madrazo, así como una miniatura en pergamino de Giulio Clovio y dos bronces de Giambologna. Pero posiblemente la obra más singular del museo es la pintura sobre tabla El Salvador joven, realizada en el taller de Leonardo da Vinci a partir de un diseño perdido del maestro.
Posee además un pequeño conjunto de pintura británica, una escuela muy poco frecuente en España; de hecho el Museo Lázaro Galdiano y el Prado eran (hasta la apertura del Museo Thyssen-Bornemisza) los dos únicos museos españoles con una colección significativa. Incluye ejemplos de Lely (el único del siglo XVII, los demás son del XVIII), Constable, Reynolds y Romney, a los que se suma un retrato del estadounidense Gilbert Stuart.
El museo fue reformado íntegramente entre los años 2001 y 2004 para poder conservar adecuadamente sus fondos y hacer la visita más cómoda y centrada en las piezas de máxima calidad. Hay abiertas al público cuatro plantas, enteramente remozadas respetando los techos y carpinterías originales.

## Colecciones

### Pintura

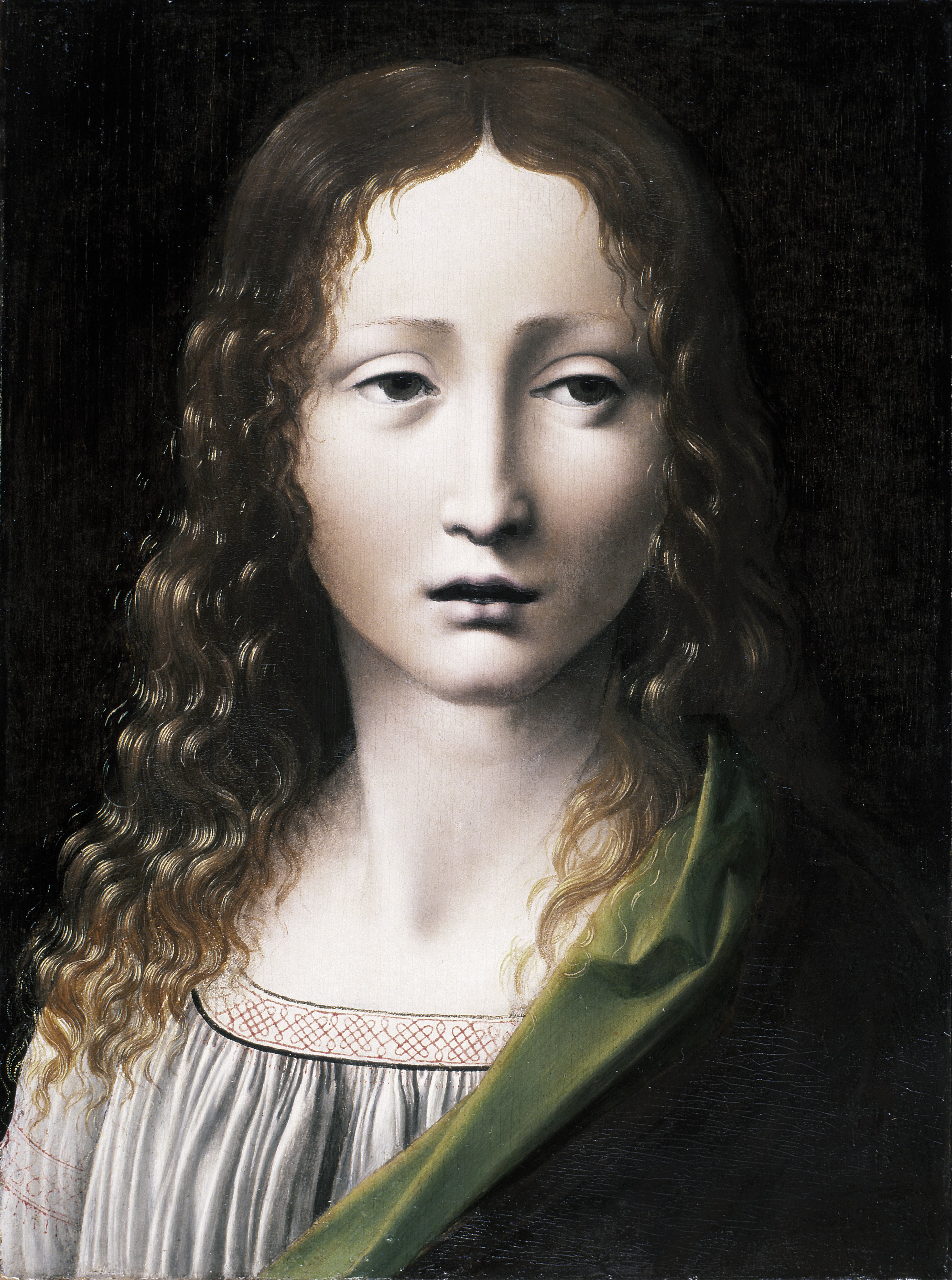
El Salvador joven, cuadro del círculo de Leonardo da Vinci, atribuido actualmente a Giovanni Antonio Boltraffio o Marco d'Oggiono.

Especialmente valiosa es la colección de pintura, que incluye piezas relevantes de grandes maestros españoles y europeos entre los siglos XV y XIX. Un metódico estudio de la colección ha ido cribando las atribuciones más dudosas, lo que supuso descartar varias llamativas, como la de un Salvador joven que en vida de Lázaro Galdiano se asignaba a Leonardo da Vinci. Aunque no sea original suyo, es muy relevante y ahora algunos expertos lo atribuyen a un pintor próximo a él, como Boltraffio (atribución que figura en la cartela explicativa de la obra en el Museo) o Marco d'Oggiono, a quien se adjudicaba en la exposición «Leonardo da Vinci: pintor en la corte de Milán» para la que en otoño de 2011 fue prestada a la National Gallery de Londres. También se han barajado los nombres de Pseudo Boltraffio (pintor activo en Milán a principios del siglo XVI) y Ambrogio de Predis. Es la mejor obra leonardesca conservada en España y su alta calidad hace que sea muy demandada para exposiciones en otras instituciones, como la mencionada en la National Gallery o la que en tres sedes (Mantua, Padua y Verona), se celebró en Italia sobre Andrea Mantegna y su época (Palacio del Té, Mantua, noviembre de 2006 a enero de 2007).
La pintura medieval española cuenta con un nutrido repertorio, con varias obras de referencia. Un Autorretrato de Pedro Berruguete sigue recibiendo opiniones divergentes de los críticos respecto a su autoría. Lo superan varias tablas que Lázaro reunió a bajo precio cuando eran despreciadas como «arte bárbaro». Fue una faceta coleccionista que le acarreó críticas, trocadas en elogios décadas después, cuando el arte medieval español fue cobrando estimación. Algún experto afirmó entonces que en esta parcela del arte, la Colección Lázaro Galdiano aventajaba al Prado. En la actualidad exhibe obras de artistas tan renombrados como Miguel Ximénez, Diego de la Cruz, García del Barco, Juan de Soreda, Bartolomé de Castro, Maestro de Astorga, un tríptico firmado por Juan de Sevilla o la famosa Virgen de Mosén Esperandeu de Santa Fe de Blasco de Grañén, único ejemplo del autor conservado en un museo madrileño.
Pinturas importantes de la escuela española del siglo XVI son un Retrato de doña Ana de Austria de Sánchez Coello, y dos obras de El Greco: una Adoración de los Reyes Magos de su etapa veneciana y un San Francisco en éxtasis de su primera etapa toledana. Puede verse además un Noli me tangere pintado por su hijo Jorge Manuel Theotocópuli. También entraña interés una Sagrada Familia de marcado gusto italianizante, debida a Gregorio Martínez (activo en 1565-1598).
Se atribuye a Velázquez una pequeña Cabeza de muchacha de perfil, y el museo dispone además de una buena copia del famoso Retrato de Luis de Góngora cuyo original se conserva en el museo de Boston.
La pintura española del siglo XVII cuenta con más ejemplos: La condesa de Monterrey de Juan Carreño de Miranda, un magnífico San Diego de Alcalá de Zurbarán, Santa Rosa de Lima de Murillo, y ejemplos de Claudio Coello, Mateo Cerezo, Juan Martín Cabezalero, Alonso del Arco, Francisco de Solís, Antonio de Pereda, José Antolínez, Francisco Rizi...
De los siglos XVIII y XIX, destacan: la famosa Tienda de Geniani de Paret, y autores como Miguel Jacinto Meléndez, Joaquín Inza, Ramón Bayeu (Autorretrato), Mariano Salvador Maella, José del Castillo, Agustín Esteve, Zacarías González Velázquez, Luis Eusebi (dos aguadas de tema alegórico), Alenza, Eugenio Lucas Velázquez, su hijo Eugenio Lucas Villaamil, Vicente López, Antonio María Esquivel (Autorretrato), Juan Antonio Ribera (Retrato del escultor Antonio Solá), Ricardo Balaca, Valeriano Domínguez Bécquer, Francisco Lameyer, Emilio Sala y Francés, y los Madrazo: José (El Papa Pío VII), sus hijos Federico (Retrato de Gertrudis Gómez de Avellaneda, Retrato de señora) y Luis (La marquesita de Roncali), y Ricardo, hijo de Federico (Retrato de Consuelo Gaztambide Aguader).

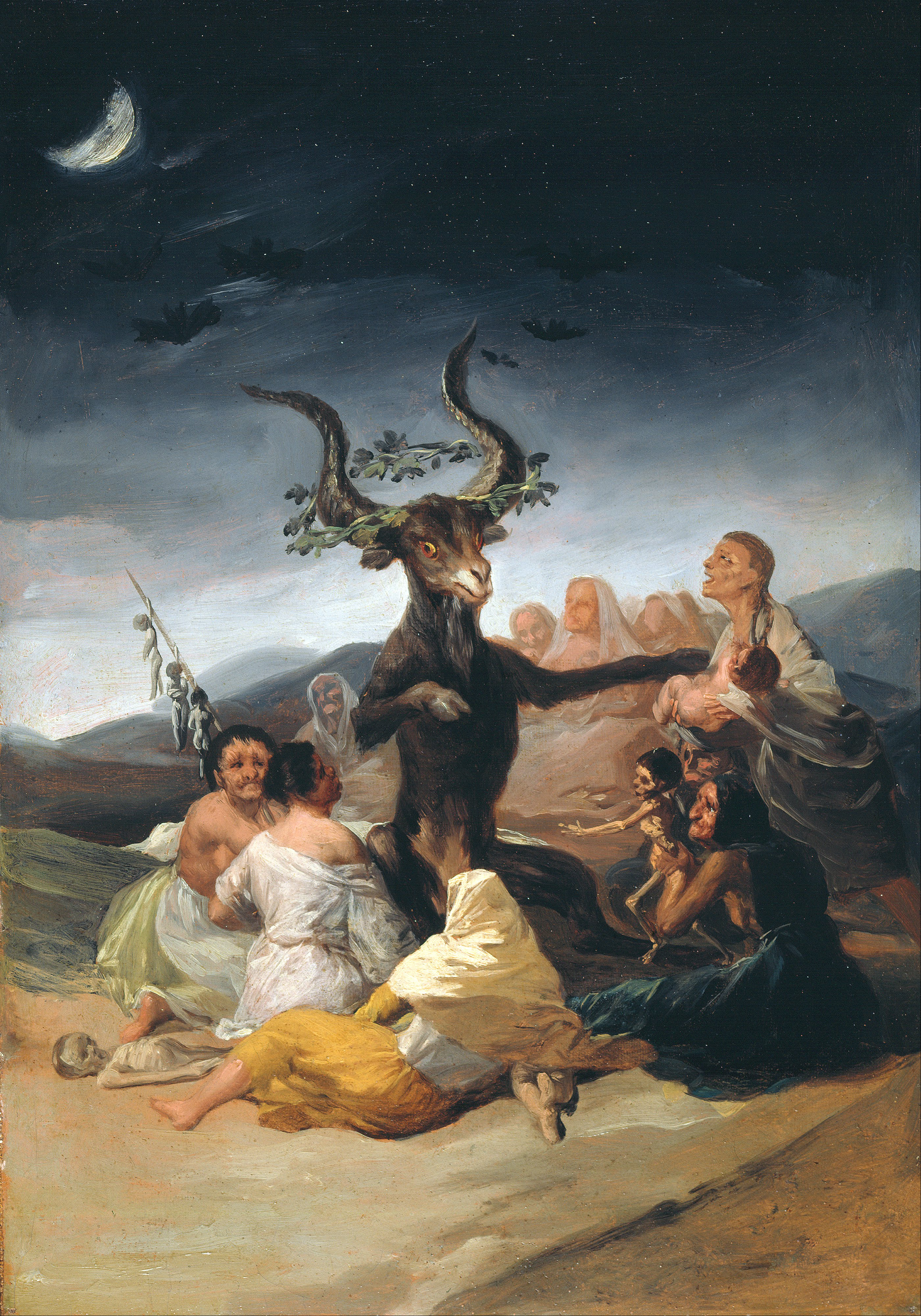
El aquelarre, Francisco de Goya.

El grupo de obras de Goya bastaría por sí solo para abrir un pequeño museo monográfico. Entre las siete pinturas reconocidas como autógrafas destacan: Las brujas y El aquelarre de 1798, un Entierro de Cristo pintado para el oratorio privado de los Condes de Sobradiel en Zaragoza y una Magdalena penitente de su etapa juvenil. También posee el pequeño lienzo La trilla, modelo reducido para el famoso cartón de tapiz La era (Museo del Prado), así como grabados de todas las series del autor —con numerosas pruebas de estado—, además de dibujos o cartas autógrafas.
De las escuelas extranjeras destaca la Flamenca y de los Países Bajos, con cuatro tablas de Adriaen Isenbrandt, una interesante Virgen con el niño de Gérard David, antaño creída del denominado Maestro del Follaje Dorado, así como una de las pocas pinturas atribuidas a Michel Sittow (La Virgen con el Niño y san Bernardo) y diversas obras de Hans Memling y Quentin Massys. Hay también retratos de Antonio Moro (El rey Juan III de Portugal), así como los creídos de Joos Van Cleve y Bernard Van Orley. Dentro de la época barroca se pueden destacar El archiduque Leopoldo Guillermo en su gabinete de pinturas de David Teniers el Joven, una tabla sobre El jardín del Edén de Jan Brueghel el Joven, una gran Virgen con el Niño de Erasmus Quellinus II y un bodegón de Pieter Boel. En 2018 se ha presentado la nueva atribución a Michaelina Wautier de un San Juan Bautista antes creído de Juan Martín Cabezalero; de ser cierta tal autoría, ha de ser el único ejemplo conocido de Wautier en España. Un Retrato de Saskia atribuido antaño a Rembrandt se descartó como copia, aunque el museo guarda un valioso conjunto de cincuenta grabados del artista (expuestos temporalmente en 2018), un San Jerónimo caravaggiesco de Hendrick van Somer y tres efigies femeninas de la Holanda barroca pintadas por Nicolaes Maes, Justus van Egmont y Ludolf de Jongh.
Mención aparte merece El Bosco, con tres ejemplos: un San Juan Bautista en meditación reconocido unánimemente como original del maestro, que figuró como tal en la exposición antológica que el Prado le dedicó en 2016; una gran Coronación de espinas (h. 1516), considerada obra de un seguidor, previa a las versiones más conocidas de El Escorial y del Museo San Pío V de Valencia; y La visión de Tondal, considerada obra de taller.
La pintura italiana incluye una Sagrada Familia de Giulio Clovio (miniatura realizada con destino al rey Carlos I de España), Cabeza de san Juan Bautista de Marco Palmezzano, un monumental Bautismo de Cristo atribuido a Orazio Samacchini, una Estigmatización de San Francisco de Asís de Jacopo da Empoli, dos lienzos de Giuseppe Marullo y Pacecco de Rosa, y el espléndido San Lorenzo de Bernardo Cavallino, obra maestra del autor napolitano (para la colección de pintura barroca italiana, puede consultarse Anexo:Pintura italiana del Barroco en las colecciones públicas madrileñas). Hay también maestros del siglo XVIII como Alessandro Magnasco, Gregorio de Ferrari, y Lorenzo Tiepolo, del cual hay una gran representación de retratos masculinos y femeninos.
Relativamente numerosa es la representación de la pintura británica, muy escasa en España, con obras de Lely, Reynolds, Constable, Romney, etc. Su presencia en la colección se debe al gusto personal de la esposa de Lázaro Galdiano, la argentina Paula Florido y Toledo (1856-1932). La mayoría de estas obras se adquirieron en la primera década del siglo XX en la Galerie Sedelmeyer de París. Hay que citar también la tabla El niño Jesús y san Juanito de Lucas Cranach el Viejo y un Calvario atribuido a su hijo, Lucas Cranach el Joven, así como un Retrato de hombre de Ulrich Apt antiguamente atribuido a Hans von Kulmbach, una efigie de Carlos III pintada por Mengs y una escena alegórica atribuida al francés Charles-François de la Traverse.
Destaca también la rica colección de iluminaciones o miniaturas pintadas, que rivaliza con la del Prado; entre ellas se incluye la ya citada de Clovio y de Giovanni Castello y Juan de Salazar. También hay que mencionar un retrato de George Washington, basado en un famoso retrato de Gilbert Stuart, y otra efigie del I duque de Fernán-Núñez pintada por Jean-Baptiste Isabey.

### Escultura y artes decorativas

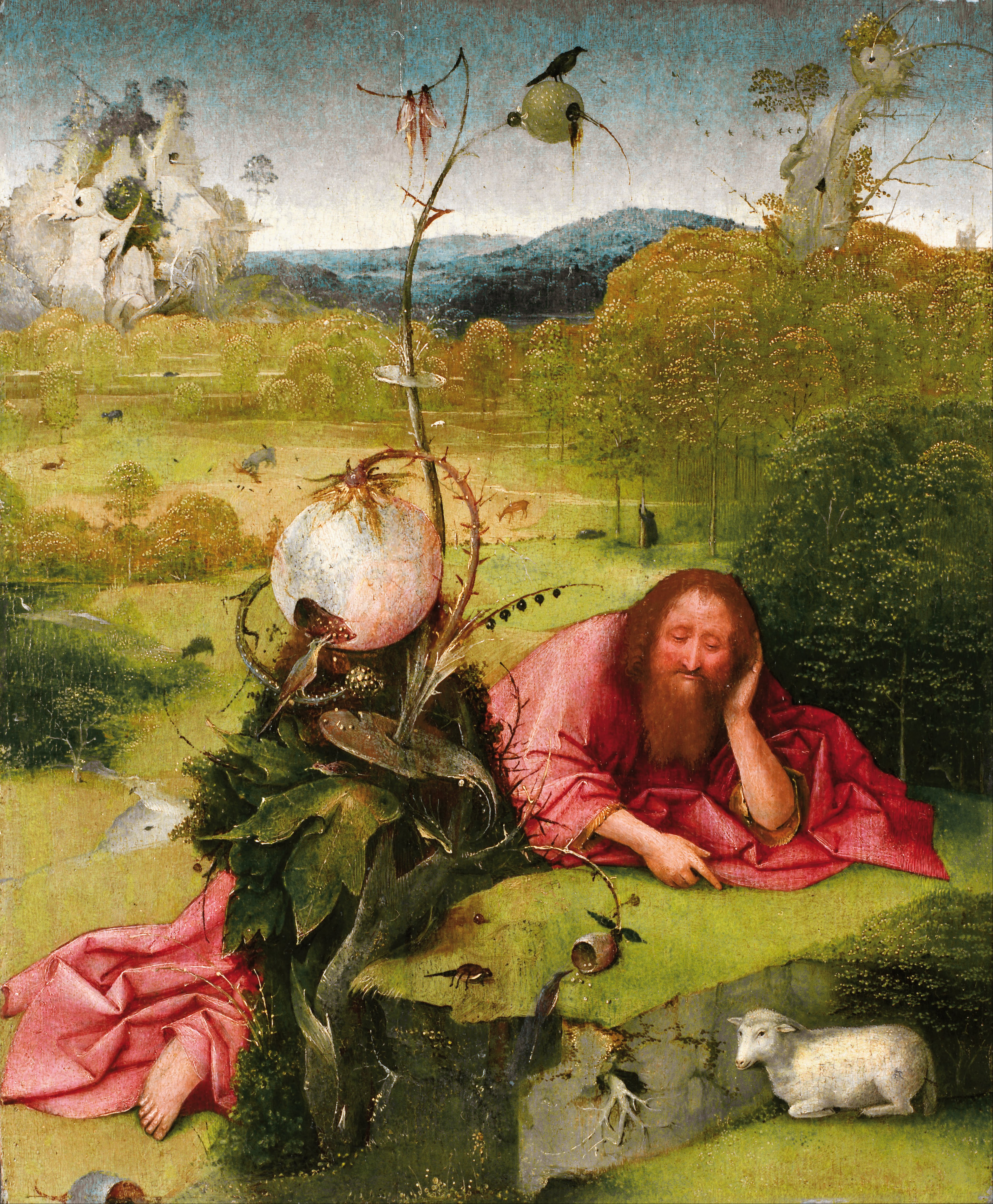
San Juan Bautista en meditación, de El Bosco.

El fondo de esculturas es más reducido, si bien cuenta con piezas singulares como un Cristo atado a la columna del italiano Michelangelo Naccherino, estatua de cuerpo entero esculpida en mármol a tamaño natural. Se cree que pudo formar pareja con una Virgen con el Niño que actualmente preside la fachada de la iglesia de Jesús Nazareno en Cudillero. Hay que citar un busto romano de Lucio Vero del siglo II, dos Santos evangelistas fundidos por Giambologna, la llamada Madonna Cernazai, de Niccolò di Giovanni Fiorentino, que perteneció al magnate William Randolph Hearst, y esculturas en terracota de Juan de Juni (Cristo flagelado), Venancio Vallmitjana (una estatuilla de Velázquez de cuerpo entero) o del francés Carpeaux.
Los esmaltes constituyen uno de los grandes atractivos del museo. La colección cuenta con ejemplares muy valiosos y raros, desde piezas de Limoges de los siglos XIII y XVI a obras neobizantinas sobre oro del siglo XIX. Destacada es también la colección de marfiles, en la que descuellan varios cofres árabes y bizantinos, una caja para café dinastía timúrida del siglo XIV, otra gótica francesa del XIV, además de dípticos de la escuela de París y de altares medievales italianos.
Las joyas cuentan con una representación múltiple de obras helenísticas y romanas, árabes, góticas, renacentistas, barrocas y románticas. Muy importante por la diversidad de tipos es el conjunto de bronces de la Antigüedad, de la Edad Media y, en gran abundancia, italianos del Renacimiento. Igualmente son numerosas y selectas las muestras de orfebrería religiosa de todos los estilos. El fondo de medallas incluye ejemplos de Pisanello, Pompeo Leoni, Jacome da Trezzo y otros maestros del género. Se exhibe en la planta alta del museo, habilitada como almacén visitable.
Existen también valiosas piezas de cerámica, italianas y españolas de distintas épocas, así como ánforas griegas y porcelana oriental. Destacan también los tejidos antiguos, italianos y árabes, y la colección de armas con un riquísimo muestrario de espadas, presidido por el estoque que el papa Inocencio VIII regaló a Íñigo López de Mendoza y Quiñones, segundo conde de Tendilla. También se exhiben abanicos y joyas que lució la esposa de Lázaro Galdiano. Todo ello forma uno de los más importantes despliegues de artes suntuarias que se pueden contemplar en España.
En la antigua sede de la editorial La España Moderna, anexa al museo, se custodian la biblioteca y el archivo de José Lázaro Galdiano, con incunables y manuscritos de incalculable valor. Destaca el manuscrito original de Los verdaderos retratos... con efigies dibujadas por Francisco Pacheco.
El solar está dotado de exuberantes jardines, con árboles centenarios, que conforman un rincón inusual por su tranquilidad en un área tan transitada como el barrio de Salamanca.

## Galería

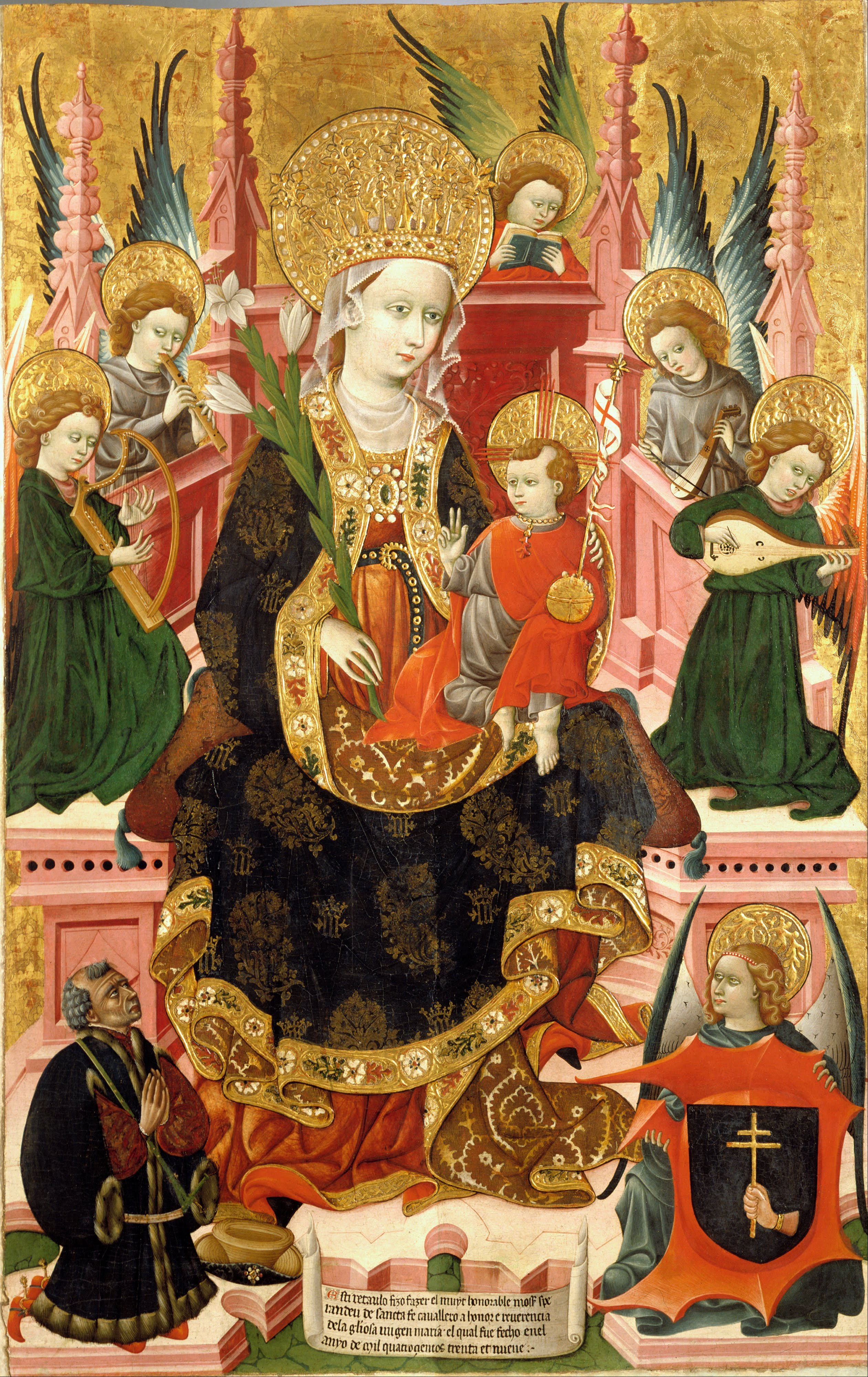
La Virgen de Mosén Esperandeu de Santa Fe, 1438-1439 de Blasco de Grañén.
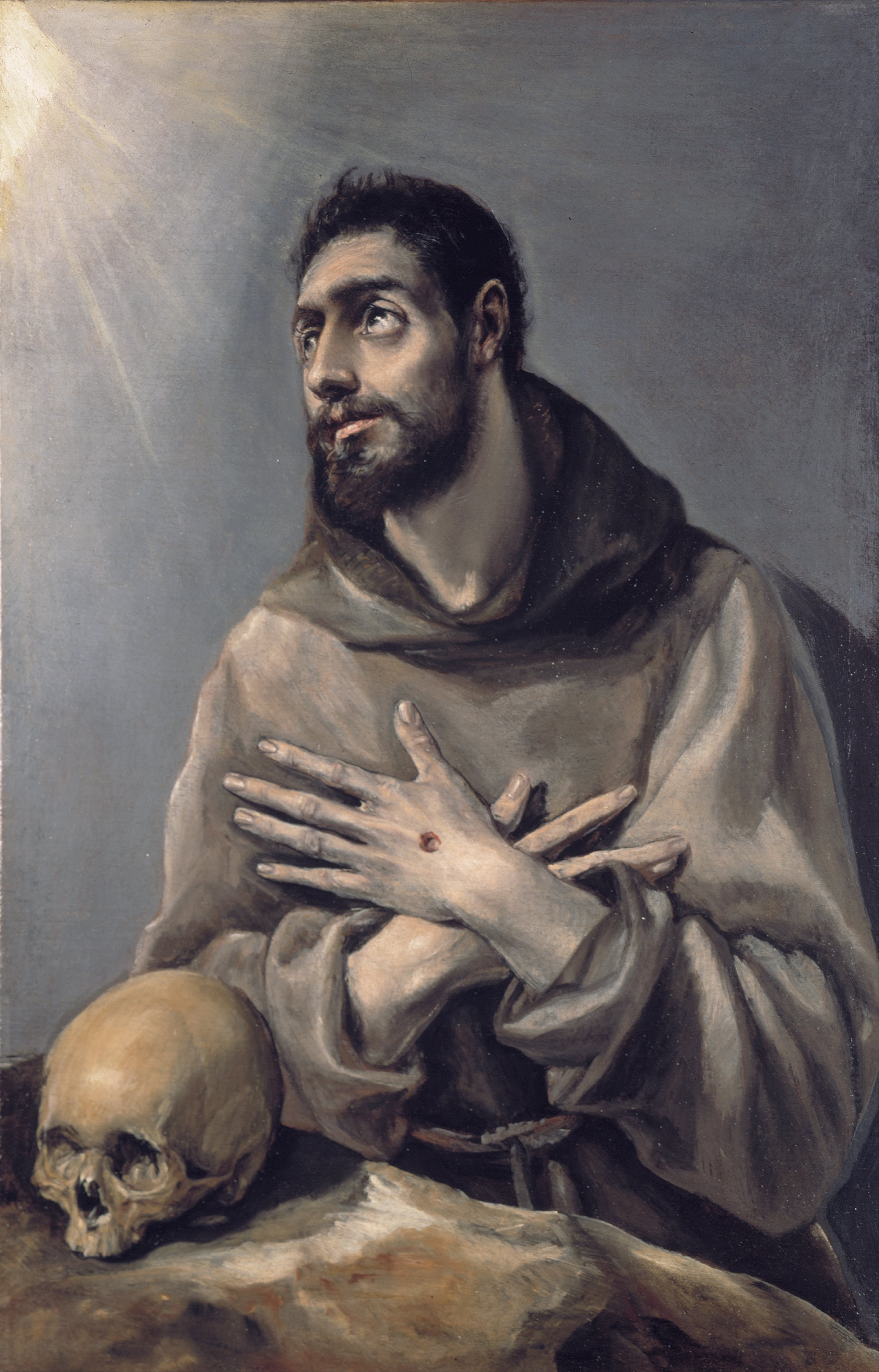
San Francisco en éxtasis, 1577-1580, de El Greco.
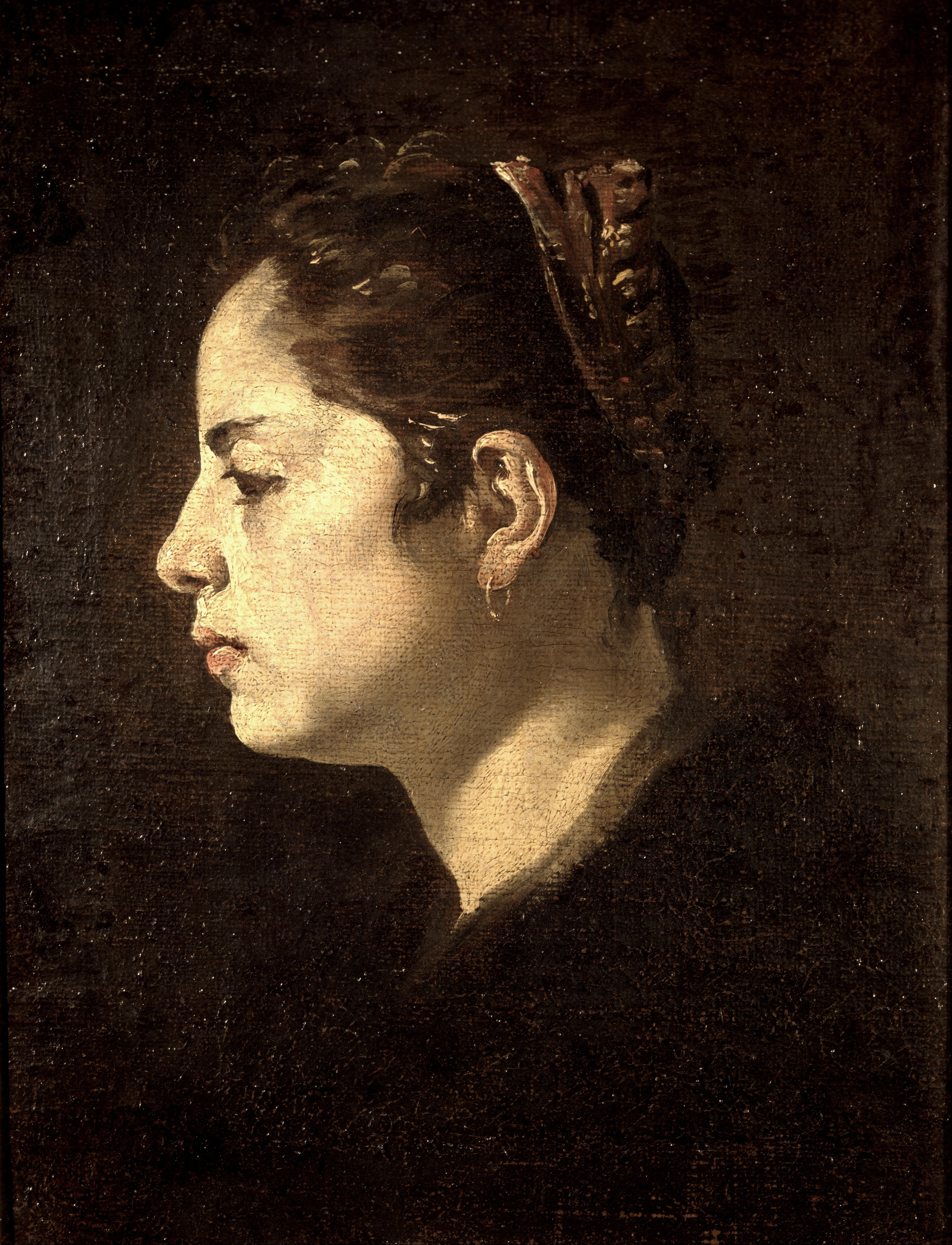
Cabeza de muchacha, Diego Velázquez, c. 1620-1624.
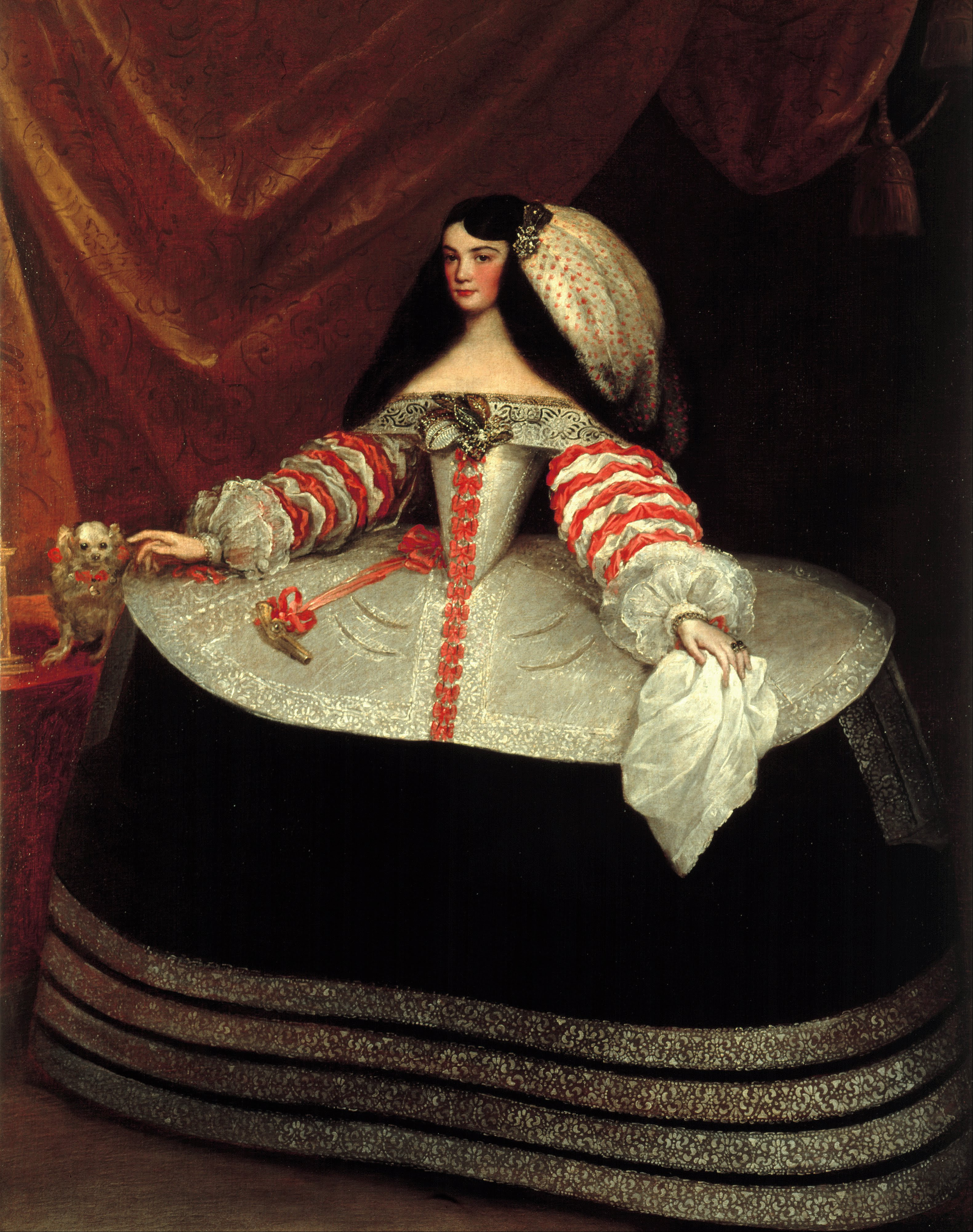
Doña Inés de Zúñiga, condesa de Monterrey (¿?), 1660–1670, Juan Carreño de Miranda.
Santa Rosa de Lima, c. 1670, Bartolomé Esteban Murillo.
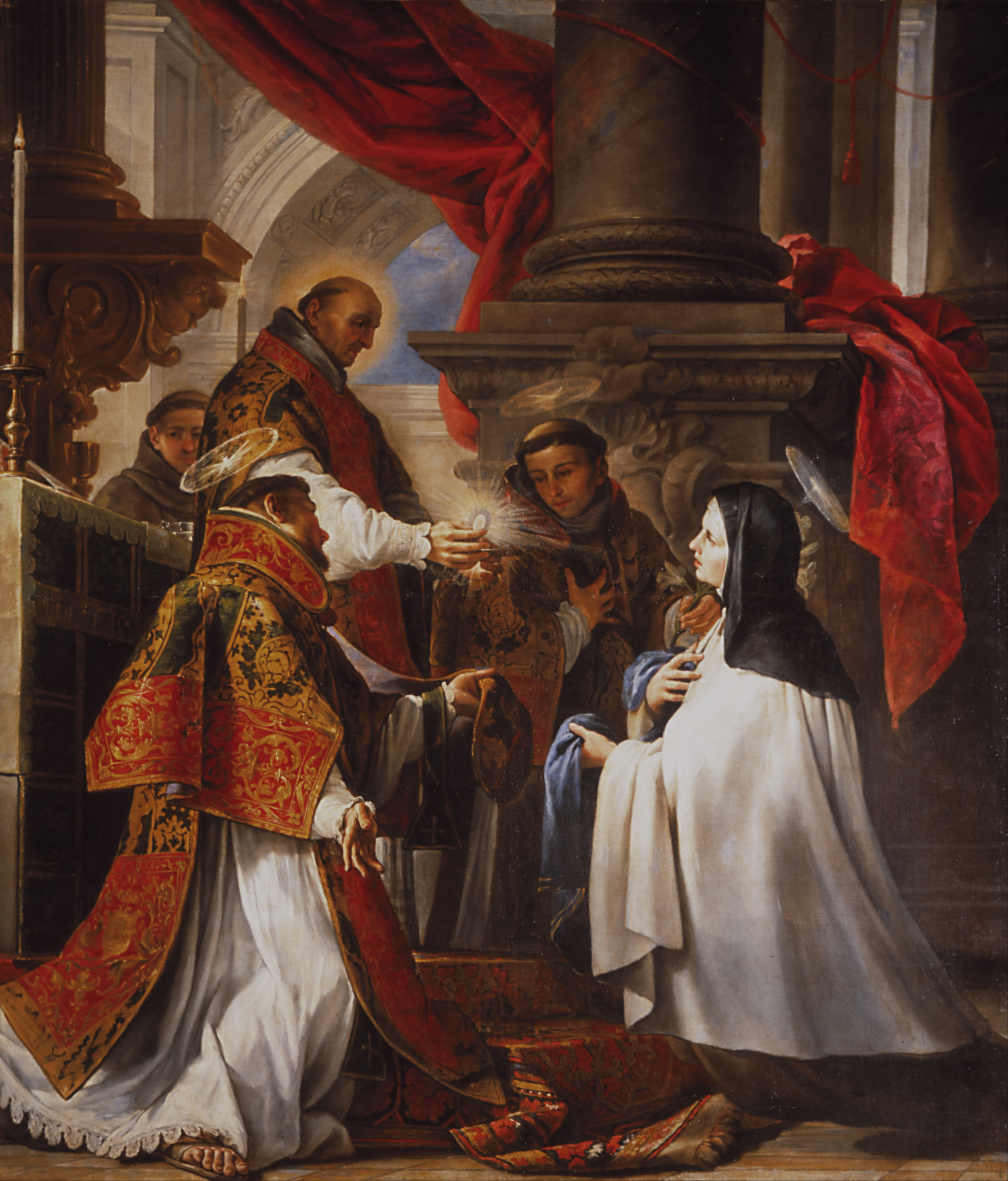
La comunión de Santa Teresa, c. 1670, Juan Martín Cabezalero (antaño atribuida a Claudio Coello).
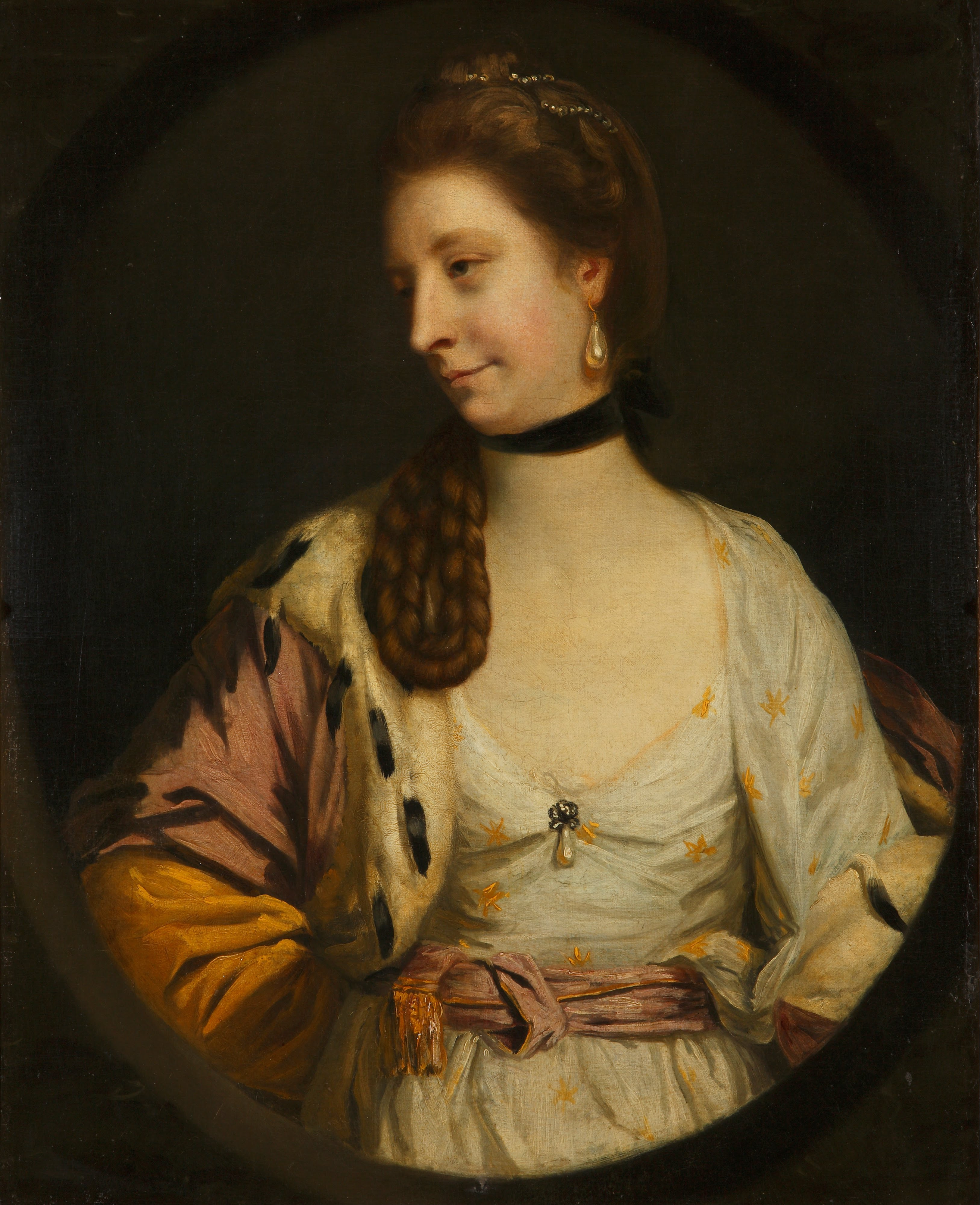
Lady Sondes, 1764, lienzo de Joshua Reynolds.
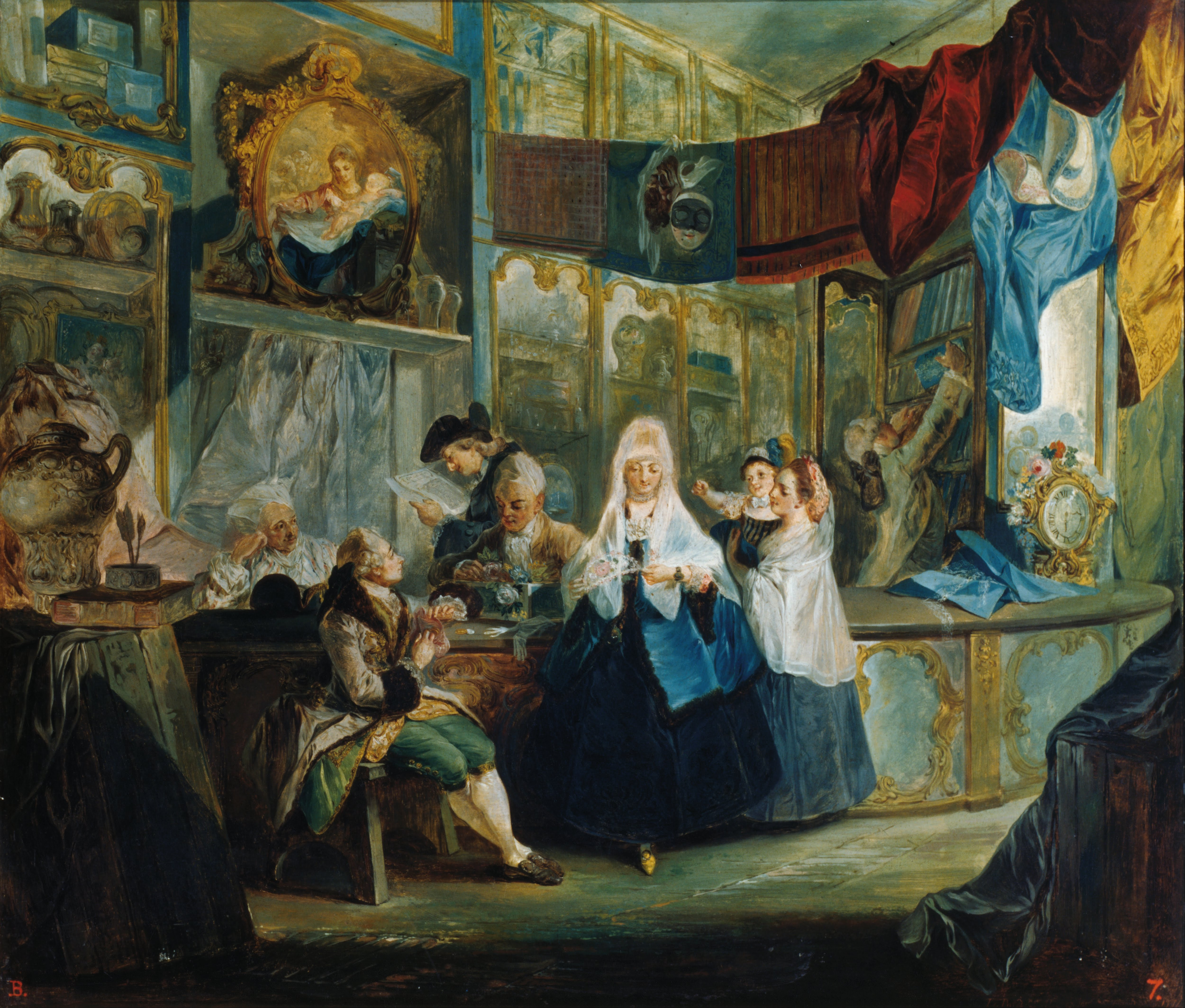
La tienda de Geniani, 1772, Luis Paret y Alcázar.
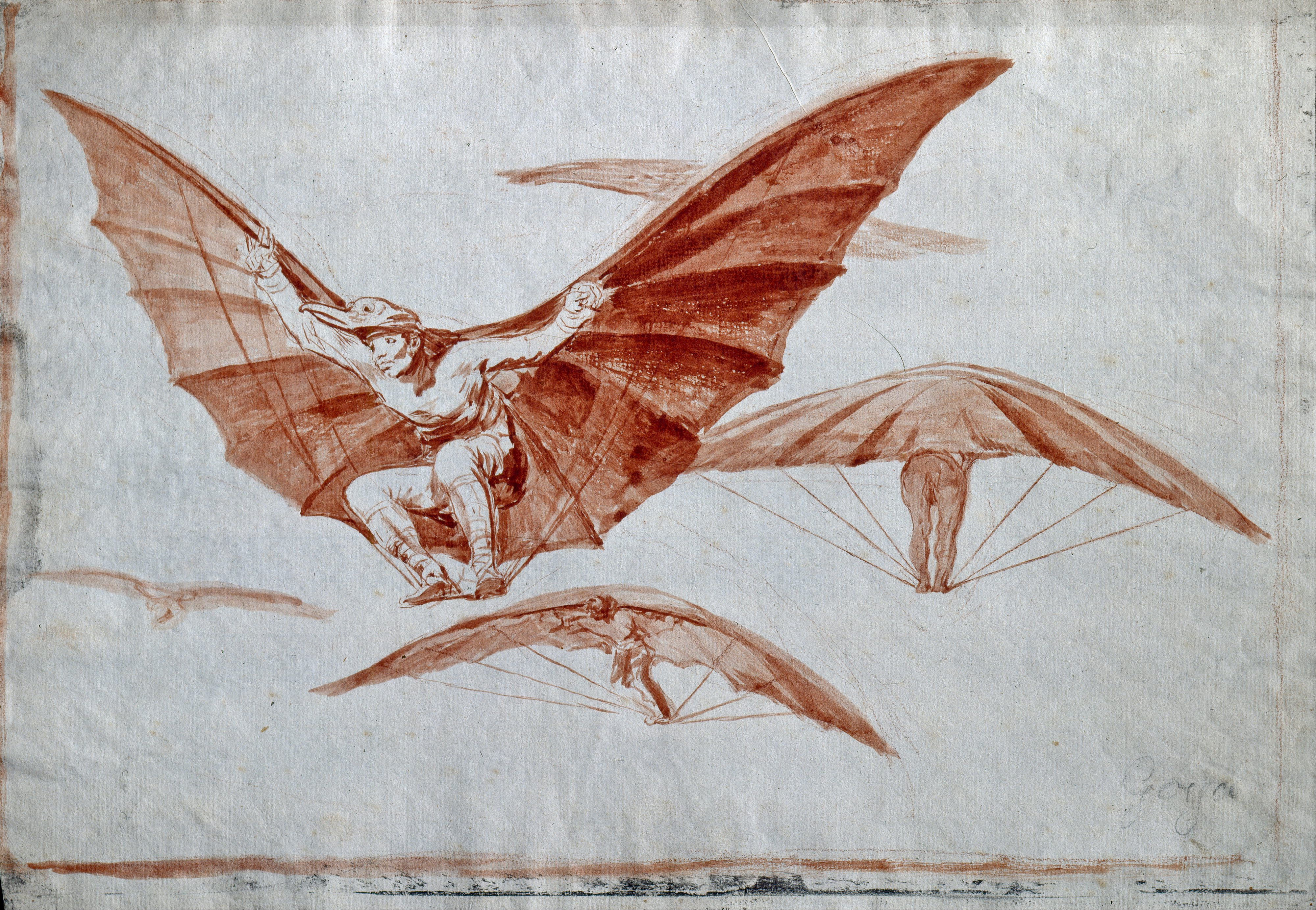
Modo de volar, c. 1815. Dibujo preparatorio para grabar (serie Los disparates, n.º 13). Goya.
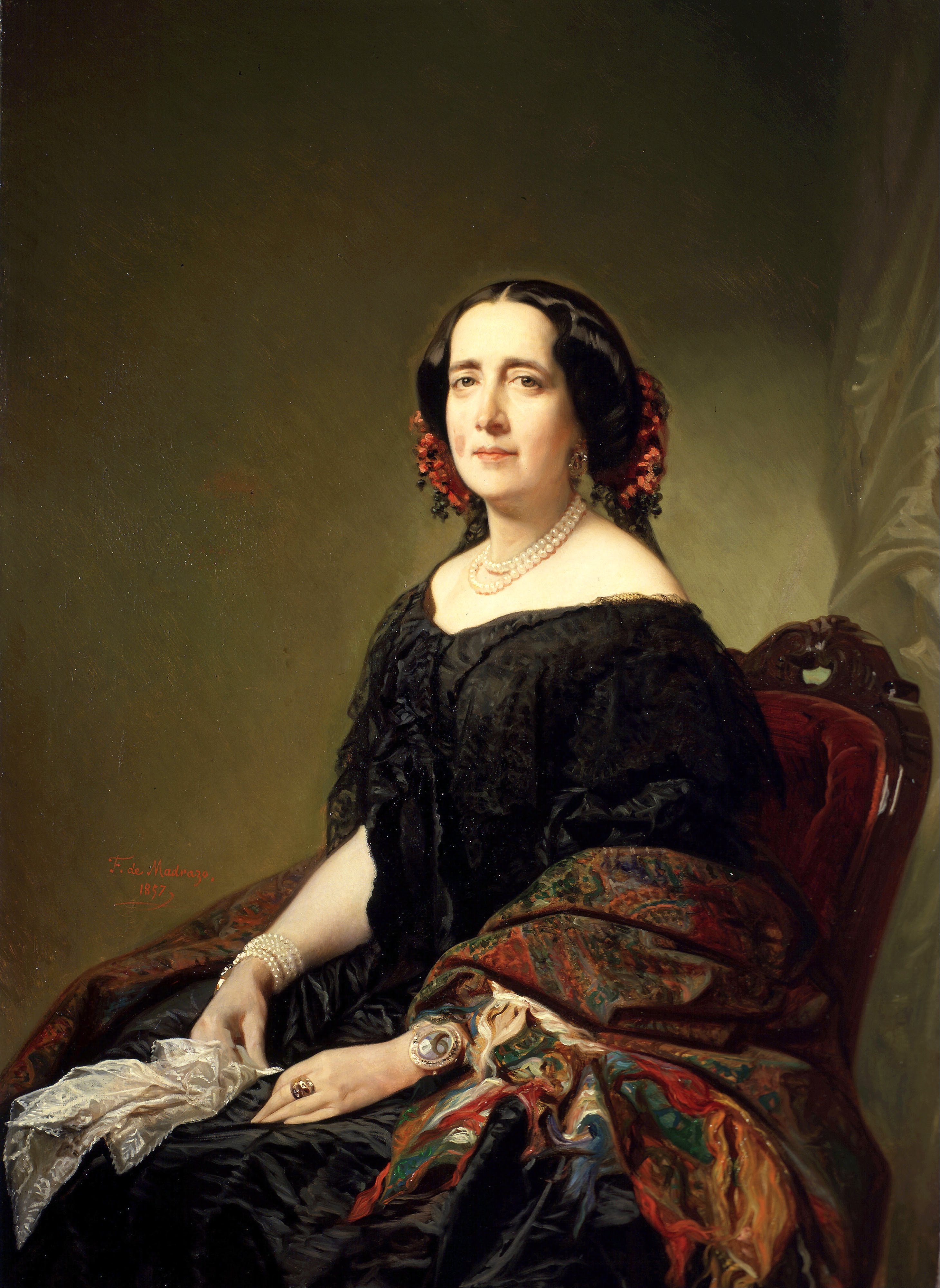
Gertrudis Gómez de Avellaneda, 1857, retratada por Federico de Madrazo.